# Morus notabilis
Morus notabilis är en mullbärsväxtart som beskrevs av Camillo Karl Schneider. Morus notabilis ingår i släktet mullbär, och familjen mullbärsväxter. Inga underarter finns listade i Catalogue of Life.